# 宛卡班巴區 (宛卡班巴省)
宛卡班巴區（西班牙語：Distrito de Huancabamba），是秘魯的一個區，位於該國西北部皮烏拉大區的宛卡班巴省，始建於1821年7月28日，面積447.25平方公里，海拔高度1,929米，2005年人口29,432，人口密度每平方公里66人。